# Мы снова живы
«Мы сно́ва жи́вы» (англ. We Live Again) — кинофильм режиссёра Рубена Мамуляна, вышедший на экраны в 1934 году. Экранизация последнего романа Льва Толстого «Воскресение».

## Фильм
Главные роли исполнили Фредрик Марч и Анна Стэн.
Во вступительной части фильма автора сыграл его сын Илья Львович Толстой.
Художник фильма — Сергей Судейкин. С. Голдвин пригласил его к работе над фильмом, по-видимому, по предложению Р. Мамуляна. В марте 1934 года был подписан контракт, и вскоре художник отправился в Голливуд. К сожалению, на одном из “парти” Судейкин поспорил с Голдвином, что отрицательно отразилось на его положении, ему понизили жалование, и о дальнейших предложениях работы в Голливуде уже не могло быть речи. Всё же Судейкин закончил работу над фильмом.
Биограф художника писал, что фильм “имел у публики огромный успех <...>. Он является редчайшим исключением среди голливудских фильмов, посвящённой русской теме: в нём нет никакой «клюквы», которая так характерна для абсолютного большинства из них, «клюквы», которая либо вызывает у русских самый искренний смех, либо обижает до глубины души из-за нелепостей, лжи, предрассудков и совершенного незнания русской жизни.
В декорациях к фильму Судейкин сумел передать дух классического произведения русской литературы и подняться до высот таланта Толстого, его простоты, глубокой откровенности и беспощадной правдивости. Никакого гротеска, никакой игры в народность, лубок, цветастость не было в декорациях и костюмах к фильму — правда и только правда, правда в большом и правда в деталях. Художник сумел выразить свою принадлежность России”.

## Сюжет
Молодой князь Дмитрий Нехлюдов возвращается домой — в поместье, где его ждут две обожающие его тётки. Там он встречает гувернантку своих тёток — Катюшу Маслову, которую он видел последний раз ещё в детстве. Всё лето князь пробыл дома, каждый день беседуя и гуляя с Катюшей. Он рассказывал ей о книге «Земля и свобода» Григория Симонсона, в которой говорилось, что все равны и не должно быть никаких сословий. Теперь пришло время возвращаться и идти в армию. Нехлюдов при прощании признаётся Катюше в любви и обещает, что после того, как он вернётся из армии, они всегда будут вместе, а пока он будет приезжать каждое лето.
В армии князь получает выговор от своего начальника, так как он избегает генеральской жены, которая проявляет к нему внимание и могла бы помочь Нехлюдову продвинуться по карьерной лестнице. Князь переступает через себя и начинает жить так, как ему советуют, и получает от этого удовольствие.
Прошло два года. Дмитрий приезжает в поместье на Пасху. Его встречают его тётушки и Катюша. Катюша очень рада видеть князя. Все идут в церковь. По возвращении из неё, когда все уснули, князь идёт к Катюше и просит с ним прогуляться. Они приходят в зимний сад, где князь соблазняет девушку. Утром Нехлюдов уезжает, прося служанку передать Катюше сто рублей. Девушка, получив деньги, вне себя от горя.
Вскоре выясняется, что Катюша беременна, но никому не говорит, кто отец ребёнка. Тётушки Нехлюдова дают ей расчёт и просят покинуть их поместье. В это же время мимо деревни проезжает поезд, на котором едет на службу и Нехлюдов. Катюша ждёт его на вокзале. По прибытии поезда, девушка замечает князя в одном из окон. Катюша стучит в окно, но Нехлюдов этого не замечает. Поезд уезжает. Спустя какое-то время становится понятно, что ребёнок Катюши умер, она хоронит ребёнка. Служанка дома Нехлюдовых советует ей попытать счастье в Москве.
Прошло ещё семь лет. Князь Нехлюдов собирается жениться на дочери судьи князя Корчагина — Мисси Корчагиной. Её отец хочет, чтобы Дмитрий в дальнейшем тоже стал судьёй, а пока он со следующего дня должен побыть присяжным. Князь приходит в суд, где обвиняют в убийстве и воровстве трёх людей — крестьянина Семёна Картинкина, мещанок Евгению Бочкову и Катюшу Маслову. В ходе разбирательств выясняется, что Катюша до недавнего времени находилась в одном из московских домов терпимости. Убийство, в котором её обвиняют, она совершила по незнанию. Убитый буянил, и Бочкова с Картинкиным дали Масловой сонного порошка, который она и подмешала клиенту. Только вместо снотворного там был мышьяк. Бочкова и Картинкин забрали деньги убитого.
Присяжные удаляются выносить приговор. Князь всеми силами пытается защитить Катюшу перед другими присяжными. Приговор был вынесен — присяжные сошлись на том, что девушка не виновата, но из-за невладения терминами была допущена ошибка. Маслову осудили на пять лет каторжных работ в Сибири на рудниках. Нехлюдов пытается опротестовать решение, но у него ничего не получается. Его мучают угрызения совести, ведь это он сломал жизнь Катюше и, можно сказать, привёл её на каторгу. Тем временем Катюша в тюрьме встречает автора той самой книги — Григория Симонсона, который говорит ей, что его арестовали за собственные слова.
Нехлюдов приходит к Катюше в тюрьму, говорит, что хочет загладить свою вину, и просит выйти за него замуж. Катюша отвергает его и просит, чтобы он больше не вмешивался в её жизнь. Князя это не останавливает. Он разрывает помолвку с княжной Корчагиной и уезжает в своё поместье. Там раздаёт все свои земли крестьянам, а сам решает следовать за Катюшей в Сибирь.
Арестованных гонят в Сибирь. Князь следует за ними. Нехлюдов разговаривает с Катюшей. Он признаётся ей в любви и говорит, что не оставит её. Затем они вместе с остальными каторжными отправляются дальше.

## В ролях
- Фредрик Марч — князь Дмитрий Иванович Нехлюдов
- Анна Стэн — Катюша Маслова
- Джейн Бакстер — княжна Мисси Корчагина / невеста князя Нехлюдова
- Чарльз Обри Смит — князь Корчагин / судья
- Сэм Джаффе — Григорий Симонсон
- Этель Гриффис — тётя Мари
- Гвендолин Логан — тётя Софи
- Джесси Ральф — Марья Павловна
- Фритци Риджуэй — Рыжеволосая (в титрах не указана)
- Гарри Кординг — тюремщик (в титрах не указан)
- Гарри Майерс — Судебный пристав (в титрах не указан)